# Municipio de Bartlow
El municipio de Bartlow (en inglés: Bartlow Township) es un municipio ubicado en el condado de Henry en el estado estadounidense de Ohio. En el año 2010 tenía una población de 2367 habitantes y una densidad poblacional de 25,19 personas por km².

## Geografía
El municipio de Bartlow se encuentra ubicado en las coordenadas 41°12′26″N 83°56′52″O / 41.20722, -83.94778. Según la Oficina del Censo de los Estados Unidos, el municipio tiene una superficie total de 93.96 km², de la cual 93,87 km² corresponden a tierra firme y (0,1 %) 0,09 km² es agua.

## Demografía
Según el censo de 2010, había 2367 personas residiendo en el municipio de Bartlow. La densidad de población era de 25,19 hab./km². De los 2367 habitantes, el municipio de Bartlow estaba compuesto por el 92,99 % blancos, el 0,08 % eran afroamericanos, el 0,21 % eran amerindios, el 0,38 % eran asiáticos, el 3,97 % eran de otras razas y el 2,37 % eran de una mezcla de razas. Del total de la población el 8,41 % eran hispanos o latinos de cualquier raza.